# Coalició política
Coalició política és el pacte entre dos o més partits polítics, normalment d'idees afins, per a governar un país, una regió o altra entitat administrativa. En la majoria dels règims democràtics, les coalicions estan permeses i es produeixen quan un sol partit o grup polític no té els suficients suports en la cambra legislativa corresponent (congrés, senat o ambdós), com a conseqüència dels resultats electorals. D'aquesta manera, els diputats dels grups que van a formar la coalició solen votar al candidat del partit més votat, a condició que els grups minoritaris rebin contrapartides no establertes, com carteres ministerials (que se solen repartir d'acord amb el pes parlamentari) o una orientació determinada de les polítiques del nou govern.
Les coalicions poden formar-se abans o després de la celebració de les eleccions. Poden anar a la convocatòria electoral amb les seves llistes fusionades (en aquest cas són coalicions electorals, o bé poden anar per separat per a després unir-se a l'hora de formar govern. Quan membres de diversos partits pertanyen a aquest govern, es parla de govern de coalició. En Europa són molt comunes les coalicions de govern, ja que sol haver més de dos partits majoritaris, i cap sol arribar al 50% dels suports parlamentaris.

## Exemples de coalicions polítiques
- Convergència i Unió (Catalunya, centredreta, dissolta el 2015)
- CEDA (Espanya, anys 1930, dreta)
- Unió de Centre Democràtic, Espanya
- Concertació de Partits per la Democràcia (Xile, centreesquerra)
- Front Ampli (Uruguai, centreesquerra)
- Front popular (diversos països, esquerra)